# ناحیه چستر، شهرستان ایتون، میشیگان
ناحیه چستر (به انگلیسی: Chester Township) یک منطقهٔ مسکونی در ایالات متحده آمریکا است که در شهرستان ایتون، میشیگان واقع شده‌است.
 ناحیه چستر ۹۳٫۶ کیلومتر مربع مساحت و ۱٬۷۷۸ نفر جمعیت دارد و ۲۷۸ متر بالاتر از سطح دریا واقع شده‌است.